# Taușan tepe
Taușan tepe este o arie protejată (arie specială de conservare — SAC, sit de importanță comunitară — SCI) din Bulgaria întinsă pe o suprafață de 325,43 ha, integral pe uscat.

## Localizare
Centrul sitului Taușan tepe este situat la coordonatele 43°17′29″N 27°18′39″E / 43.2914°N 27.3108°E.

## Înființare
Situl Taușan tepe a fost declarat sit de importanță comunitară în decembrie 2007 pentru a proteja 3 specii de plante și 3 specii de animale. Situl a fost protejat și ca arie specială de conservare în mai 2020.

## Biodiversitate
Situată în ecoregiunea continentală, aria protejată conține 3 habitate naturale: Tufișuri caducifoliate ponto-sarmatice, Pajiști uscate seminaturale și facies de acoperire cu tufișuri pe substraturi calcaroase (Festuco-Brometalia) (* situri importante pentru orhidee), Stepe ponto-sarmatice.
La baza desemnării sitului se află mai multe specii protejate:
- plante (3): Centaurea jankae, Echium russicum, Himantoglossum caprinum
- mamifere (1): dihor pătat (Vormela peregusna)
- reptile (2): Testudo graeca, țestoasă bănățeană (Testudo hermanni)

Pe lângă speciile protejate, pe teritoriul sitului au mai fost identificate 12 specii de plante.